# Jesse Lingard
Jesse Ellis Lingard (Warrington, Anglaterra, 15 de desembre de 1992) és un futbolista anglès que juga a la posició de centrecampista ofensiu o d'extrem pel FC Seoul. Va debutar a nivell professional amb el Leicester City l'any 2012.

## Palmarès
Manchester United FC
- 1 Lliga Europa de la UEFA: 2016-17
- 1 Copa anglesa: 2015-16
- 1 Copa de la lliga anglesa: 2016-17
- 1 Community Shield: 2016